# ساوت سنت پاول (مینه‌سوتا)
ساوت سنت پاول، مینه‌سوتا (به انگلیسی: South St. Paul, Minnesota) یک شهر در ایالات متحده آمریکا است که در شهرستان داکوتا واقع شده‌است.

## خصوصیات
ساوت سنت پاول ۱۵٫۹۰ کیلومترمربع مساحت و ۲۰٬۱۶۰ نفر جمعیت دارد و ۲۱۹ متر بالاتر از سطح دریا واقع شده‌است.